# Assay
Das Wort Assay (deutsch: Test, Probe) stammt aus dem englischen Sprachraum und bedeutet dort allgemein eine Untersuchung zum Nachweis bestimmter Substanzen (z. B. Metalle). In der deutschen Sprache bezeichnet Assay vor allem in der Labormedizin und der pharmazeutischen Forschung einen standardisierten Reaktionsablauf zum Nachweis einer Substanz mit einer spezifischen Methode. Insbesondere sind damit molekularbiologische Methoden gemeint.
Es gibt keine Besonderheit, die einen Assay gegenüber anderen Nachweisverfahren auszeichnet, allenfalls dass das Vorkommen der Bezeichnung die Herkunft des Namens oder der Methode aus dem englischen Sprachraum anzeigt. In vielen Fällen wurde Assay durch andere Wörter ersetzt (z. B. Bradford-Test).

## Beispiele

### Nachweis der DNA und ihrer Bindung an Proteine
- DNase Footprinting Assay
- Electrophoretic Mobility Shift Assay

### Nachweis von RNA
- Nuclear run-on

### Nachweis von Protein
- BCA-Assay, siehe Bicinchoninsäure
- Bradford-Test
- Lowry-Test
- Sekretionsassay
- ELISA
- Indirect immunoperoxidase assay
- Scintillation proximity assay
- Comet Assay
- Immunassay

### Nachweis von Viren
- Plaque-Assay
- Radioimmunoassay (RIA)
- Enzym-Linked-Fluoreszenz-Assay (ELFA)
- Elektrochemischer Lumineszenzimmunoassay (ECLIA)